# П-96
П-96 — семейство российских 9-мм малогабаритных самозарядных пистолетов скрытого ношения, разрабатывавшихся с середины 1990-х по середину 2000-х годов Тульским конструкторским бюро приборостроения. Характерной особенностью семейства является бескурковый ударниковый УСМ(ударно-спусковой механизм), запирание поворотом ствола и полимерная рамка. Первый опытный пистолет П-96 «Эфа» был изготовлен в 1996 году.

## Конструкция
Автоматика пистолета П-96 «Эфа» и П-96С «Спорт» работает за счет отдачи ствола при его коротком ходе. Запирание ствола осуществляется при его повороте на 30° с зацепом его за окно для выброса гильз.
В силу конструктивных особенностей механизма запирания пистолеты П-96 «Эфа» и П-96С «Спорт» могли быть только в версии под патрон 9×18 мм ПМ и 9×17 мм. Для патрона 9×19 мм Парабеллум данный способ запирания был не пригоден.
Автоматика пистолетов П-96Ф, П-96М, П-96С работает за счет отдачи ствола с коротким ходом со сцепленным затвором, который двигается назад вместе со стволом до его поворота и после чего происходит расцепление. Запирание ствола осуществляется при его повороте на 30° против часовой стрелки поворотом ствола с зацепом за выступы на казённой части ствола
Ствол находится в полу свободном положении лёжа на рамке и ограниченный затвором не находясь в чем либо в жетской связи. Поскольку невозможно обеспечить в полной мере минимальные зазоры позволяющие прижимать ствол и беспечивать его движение, из за этого в пистолетах возникает эффект дребезжания ствола при тряске. В пистолете П-96М для уменьшения данной особенности используется дополнительное крепление ствола. В П-96Ф из за большей длины ствола таких крепления предполагалось два. В П-96С дополнительное крепление не используется по решению заказчика.
Рамка пистолетов изготовлена из стеклонаполненного полиамида (применение полимера позволило повысить технологичность производства и уменьшить массу оружия, но несколько снизило механическую прочность). Затвор пистолетов П-96Ф, П-96М, П-96С штампованный из стального листа с последующей фрезерной обработкой.
Ударно-спусковой механизм — ударниковый как и в ГШ-18 в отличии от пистолетов Glock выполняет те же действия что и УСМ двойного типа. (При не срабатывании патрона и наличии патрона в патроннике ударник самостоятельно встаёт на предварительный взвод и позволяет произвести повторный спуск. В пистолетах Glock в этом случае требуется короткое движение затвора для постановки ударника на предварительный взвод). Механизм ударника держится на заклепке и штифте, что упрощает и удешевляет сборку не требуя длительной и точной обработки крепления ударника.  Предохранители автоматические, управление в виде клавиши на спусковом крючке. Магазин коробчатый, с двухрядным расположением патронов.
Прицельные приспособления, статичные мушка и целик впресованный в рамку, являются частью конструкции затвора.
- Небольшие размеры и вес предоставляют пистолетам возможность скрытого ношения.
- Чтобы оружие не цеплялось за одежду при извлечении из кобуры или кармана, все внешние поверхности скруглены, отсутствуют выступающие части.
- Размер спусковой скобы увеличен и позволяет вести стрельбу в перчатках.
- Устройство ударно-спускового механизма обеспечивает безопасность ношения оружия с патроном в патроннике.

По некоторым сведениям, пистолеты могут быть адаптированы под планку для установки лазерного целеуказателя. Но в целях экономии, характерной для российского оружия того времени, от нее как и на пистолете ГШ-18 отказались.

## Варианты и модификации
- П-96 «Эфа» — опытный прототип пистолета, разработанный в 1996 году под патрон 9 × 18 мм ПМ. Последние работы по проекту были завершены в 1998 году, серийно не производился. Дальнейшим развитием «Эфы» являются П-96Ф под армейский патрон 9×19 мм Парабеллум, полицейский П-96М под патрон 9×18 мм, П-96С (служебный) под патрон 9×17 мм, и ГШ-18 под усиленный патрон 7Н21 и бронебойный патрон 7Н31.

В силу конструктивных особенностей механизма запирания (Запирание поворотом ствола с зацепом его за окно для выброса гильз) мог быть только в версии под патрон 9 × 18 мм ПМ и 9 × 17 мм. Для патрона 9×19 мм Парабеллум данный способ запирания был не пригоден. Что вместе с экономическим кризисом 1998 года привело к закрытию проекта.
В дальнейшем производитель открыл работы по проекту ГШ и в них экспериментировал с другими формами запирания качающимся клином (типа Walther P38) и серьгой (типа ТТ). Однако в начале 2000-х вернулся к схеме с запиранием поворотом ствола, но механизм запирания и УСМ были полностью переработаны. Что привело к появлению пистолетов П-96Ф, П-96М и ГШ-18. Возможный вес пистолета составлял не более 400 грамм.
- П-96С «Спорт» — Спортивная версия пистолета «Эфа» под патрон 9×17 мм. Некоторое количество пистолетов  около сотни штук было передано в РОСТО в качестве спортивного инвентаря. Часть из этих пистолетов было закуплено в Молдавию. Где пистолет использовался в качестве полицейского оружия, служебного оружия охранных структур и оружия самообороны должностных лиц и судей. Производство прекращено в 1998 году.
- П-96Ф — Разработанный в начале 2000-х годов опытный прототип пистолета под патрон 9×19 мм Парабеллум.

В ходе разработки имелись проблемы с наименованием пистолета. Изначально во время разработки пистолет назывался П-96М, однако данное наименование решили отдать версии пистолета под патрон 9×18 мм ПМ из за одинакового с П-96 "Эфа" патрона и созвучности с пистолетом Макарова. Опытный образец имел гравировку П-96, так же ему предлагалось добавление буквы "Ф" из за созвучности с пистолетом «эфа», либо дать ему название не выпущенного пистолета "эфа" идейным продолжателем которого он являлся.
В дальнейшем от этого пистолета отказались, так и не дав ему финального названия,  в пользу ГШ-18 который в отличии от него имеет более жёсткую систему поворота ствола на меньший угол градуса поворота (18 градусов), фрезерованную рамку затвора, поддерживал более мощные патроны калибра 9×19 мм Парабеллум и не имеет характерного для используемой в П-96Ф, П-96М, П-96С схемы запирания, дребезжания ствола при тряске пистолета, без дополнительных предотвращающих данную особенность деталей.
Не выпускался, за исключением опытных прототипов. Предполагался для вооружения сотрудников работающих по раскрытию  тяжких преступлений и задержанию опасных преступников:  уголовного розыска, УБОП, сотрудников управления по контролю за оборотом наркотиков , СОБР, ОМОН.
Потенциально имел  унификацию с пистолетом П-96М отличаясь от него, стволом рамкой пистолета, рамкой затвора, магазином и наличием дополнительного крепления ствола. Однако имел с ним одинаковый УСМ, механизм затворной задержки, механизм сброса магазина, механизм разборки, ограничитель хода затвора, крепления ствола,   что позволяло упростить обслуживание и ремонт данного пистолета в системе МВД при принятии этих пистолетов  на вооружение совместно.
За счёт патрона 9×19 мм Парабеллум обладал значительно большим убойным действием чем стоящие на вооружение МВД пистолеты патрона калибра 9 × 18 мм особенностью которого является низкое проникающие действие пули из за ее короткой длины и формы с тупым закругленным концом. Следствием чего является переход пули при подпадании в живые ткани к вращению на месте и быстрой потери энергии что за частую не позволяет ей достичь жизненно важных органов и причинить смертельного вреда.
Занимал промежуточное положение между П-96М и ГШ-18 так как не мог заряжаться усиленными боеприпасами типа 7н31.
Так же как и П-96М и ГШ-18, за счёт механизма запирания, мог заряжаться разными по мощности боеприпасами.
- П-96М (модернизированный)— вариант пистолета под патрон 9×18 мм ПМ для сотрудников правоохранительных органов[3]. Производство начато в начале 2000-х годов. Имеет сходную с П-96Ф схему запирания и Ударно-спусковой механизм. Пистолет поставлялся с магазинами на 14 патронов.

В отличии от пистолета Макарова и ПММ.Заряжание в ПМ патронов от ПММ приводило к порче оружия вплоть до разрушения и за более высокой мощности боеприпаса. Заряжание в ПММ патронов для ПМ приводило к сбою заряжания из недостаточной для работы механизма мощности патрона.
За счёт механизма запирания, может заряжаться широкой по мощности линейкой боеприпасов 9 × 18 мм, от патронов для пистолета Макарова, до бронебойных патронов разработанных для усиленного оружия, способных пробить до 5 мм стали с расстояния до 10 метров 7Н25, а так же патронами аналогичными по дульной энергии патронам 7Н21 9х19 и СП10 9х21 но только в калибре 9х18мм. Ударниковый УСМ с автоматическими предохранителями позволяет безопасно носить пистолет с патроном в патроннике (данное действие запрещено российским законодательством за исключением отдельных служб). Что позволяет за минимальное время привести пистолет к бою.
За счёт рамки изготовленной из стеклонаполненного полиамида и широкого применения штампованных деталей имел более низкую стоимость по отношению к ПМ и ПММ. На начало 2000х годов стоимость П-96М составляла 15 у.е, Пистолет Макарова 45 у.е, ПММ (пистолет) 80 у.е,
Принят на вооружение Министерства внутренних дел Российской Федерации в 2003 году, однако серийно не заказывался из за устойчивых налаженных связей с Ижмаш и критики применённых в нем удешевляющих производство решений.  
Предполагался для вооружения сотрудников: ГИБДД, патрульно-постовой службы, Участковых уполномоченных милиции , Следователей районных отделов милиции, Инспекторов Налоговой инспекции Российской Федерации, Дознавателей отделов милиции, Судебных приставов.
- П-96С «Служебный» — вариант пистолета под патрон 9×17 мм.

Разработан и начал производиться в начале 2000-х годов на основе конструкции пистолета П-96М по заказу компании выигравшей конкурс на осуществление снабжения оружием и боеприпасами ФГУП Почта России. Изначально данная компания, имевшая бизнес по импорту иностранных пистолетов с боеприпасами преимущественно из латинской Америке и переделке их в травматическое оружие и боеприпасы, планировала поставлять оружие и боеприпасы из Бразилии, но ввиду ужесточения законодательства об обороте оружия обратила внимание на тогда ещё недавно представленный пистолет П-96М решив заказать его адаптацию под импортируемые ей патроны.
В начале 2000х поставки патронов 9 × 17 мм данной компанией для этого пистолета осуществлялись из Бразилии. Позже, ими в связи ужесточением оборота боеприпасов, и решением отказаться от закупки имеющихся на российском рынке коммерческих  аналогов,   с целью повышения маржинальности,   было организовано производство данного патрона на основе патрона 9 × 18 мм ПМ, продававшимся  по меньшей цене без коммерческой наценки,   на мощностях завода по производству патронов для травматического оружия, путем его разборки уменьшения длины гильзы обработки пули и обратной сборки.
Однако в полной мере обеспечить качество производимых боеприпасов не удалось, и данный патрон приводил к частым сбоям работы автоматики пистолета.
Сертификация пистолета осуществлялась с иностранными боеприпасами импортируемыми из Бразилии. В ходе сертификации существенных замечаний к пистолету выявлено не было. Пистолет был признан соответствующим установленным нормам и требованиям предъявляемым к оружии на территории Российской федерации. По отношению к П-96М имеет изменения конструкции. Изменена форма рукоятки управления затворной задержкой с формы прямоугольный «рычаг» на форму круглая  «кнопка» так же из конструкции пистолета удалена деталь уменьшающая дребезжание ствола. Пистолет поставлялся с магазинами на 10 патронов.
Низкое качество боеприпасов и необоснованно высокая цена (существенно превышающая заводскую) на пистолет и боеприпасы в конечном итоге привело к судебным тяжбам ФГУП Почта России с поставщиком и разрыву контракта на поставку данного пистолета и боеприпасов к нему. После чего производство данного пистолета было прекращено в связи с отсутствием заказа.
В ходе судебных разбирательств была проведена экспертиза пистолета и боеприпасов которой было признано соответствие пистолета П-96С предъявляемым требованиям и заявленным характеристикам и то что причиной сбоя автоматики является в большинстве случаев именно боеприпас не соответствующий требованиям предъявляемым к боеприпасам подобного типа.
Так же заказчик пытался оспорить авторские права на конструкцию пистолета П-96С у ТОЗ.
ФГУП почта России в дальнейшем закупало пистолеты П-96М напрямую у завода изготовителя. Оставшиеся у поставщика после расторжения договора пистолеты были либо охолощены и продаются коллекционерам под названием П-96С-СХ, либо проданы в Латинскую Америку.
- ПТТ — В 2008 году на оружейной выставке «Интерполитех» был представлен опытный демонстрационный образец травматического пистолета ПТТ, под патрон 9 мм P.A.. От П-96С он отличается упрощенной конструкцией (автоматика работает за счет энергии отдачи свободного затвора), также изменен ствол. По данным разработчика, масса пистолета — 0,48 кг; длина — 161 мм; высота — 127 мм; ёмкость магазина — 10 патронов. По данным представителя КБП, на ноябрь 2009 года, технологическая документация на пистолет утверждена ещё не была[4].

## Страны-эксплуатанты
- Молдова — П-96С «Спорт» разрешён в качестве служебно-штатного оружия, используемого предприятиями, учреждениями и организациями при осуществлении возложенных на них задач по охране собственности, защите жизни и здоровья людей, природы, природных ресурсов, а также должностными лицами (может быть выдан в качестве личного оружия президенту страны, членам правительства, депутатам парламента, председателю Верховного Суда и председателям судов, а также прокурорам всех уровней и их заместителям)[5]
- Россия:

- П-96М в 2003 году принят на вооружение Федеральной службы судебных приставов. В декабре 2005 года внесен в перечень наградного оружия. С 2006 года принят прокуратурой РФ в качестве оружия самозащиты для прокуроров и следователей. Также есть сведения, что некоторое количество пистолетов поступило на вооружение отдельных подразделений криминальной милиции МВД РФ.
- П-96С разрешён в качестве оружия для частных охранных структур. Также принят на вооружение вневедомственной охраны МВД РФ и отдельных категорий сотрудников «Почты России». В 2019 году внесён в перечень оружия для судей

## Музейные экспонаты
- Один пистолет П-96С является экспонатом Тульского государственного музея оружия[14]
- Ещё один П-96С является экспонатом Музейно-выставочного комплекса стрелкового оружия имени М. Т. Калашникова в Ижевске[15]